# Discografia de Girls' Generation-TTS
A discografia do sub-grupo coreano Girls' Generation-TTS (também conhecido como TaeTiSeo) consiste em três extended plays, quatro singles e quatro videoclipes. É o primeiro sub-grupo oficial da girl group coreana Girls' Generation, formado por Taeyeon, Tiffany e Seohyun.
Em abril de 2012, o grupo lançou seu primeiro single, "Twinkle". A canção vendeu 604 mil downloads e teve 2 milhões de streams apenas em sua primeira semana, conquistado a primeira posição na principal tabela musical da Coreia do Sul. O single teve um total de 2 milhões e meio de exemplares vendidos na Coreia do Sul no ano de 2012.

## Álbuns

### Extended plays(EP)
| Twinkle                                                                                      | - Lançamento: 2 de maio de 2012 - Gravadora: SM Entertainment - Formatos: CD, download digital      | 1 | 6  | 126 | 1 | 2  | - : 154,701 - : 27.768 |
| Holler                                                                                       | - Lançamento: 18 de setembro de 2014 - Gravadora: SM Entertainment - Formatos: CD, download digital | 1 | 23 | —   | 1 | —  | - : 87,513 - : 12,758  |
| Dear Santa                                                                                   | - Lançamento: 4 de dezembro de 2015 - Gravadora: SM Entertainment - Formatos: CD, download digital  | 2 | 25 | —   | 4 | 14 | - : 61,163 - : 4,306   |
| "—" indica lançamentos que não figuraram nas paradas ou que não foram lançados nessa região. | |   |    |     |   |    |                        |

## Singles

### Como artista principal
| Ano  | Título       | Posições | Vendas        |
| Ano  | Título       | KOR      | Vendas        |
| ---- | ------------ | -------- | ------------- |
| 2012 | "Twinkle"    | 1        | - : 2,520,485 |
| 2014 | "Whisper"    | 4        | - : 270,417   |
| 2014 | "Holler"     | 3        | - : 413,008   |
| 2015 | "Dear Santa" | 7        | - : 429,901   |

## Outras canções que entraram nas tabelas
| 2012                                                                                         | "Baby Steps"      | 15 | 22 | Twinkle    |
| 2012                                                                                         | "OMG"             | 26 | 44 | Twinkle    |
| 2012                                                                                         | "Love Sick"       | 28 | 58 | Twinkle    |
| 2012                                                                                         | "Goodbye, Hello"  | 32 | 59 | Twinkle    |
| 2012                                                                                         | "Library"         | 33 | 75 | Twinkle    |
| 2012                                                                                         | "Checkmate"       | 44 | 89 | Twinkle    |
| 2014                                                                                         | "Adrenaline"      | 42 | —  | Holler     |
| 2014                                                                                         | "Only U"          | 51 | —  | Holler     |
| 2014                                                                                         | "Stay"            | 69 | —  | Holler     |
| 2014                                                                                         | "Eyes"            | 75 | —  | Holler     |
| 2015                                                                                         | "Merry Christmas" | 29 | —  | Dear Santa |
| 2015                                                                                         | "Winter Story"    | 41 | —  | Dear Santa |
| 2015                                                                                         | "First Snow"      | 51 | —  | Dear Santa |
| 2015                                                                                         | "I Like the Way"  | 57 | —  | Dear Santa |
| "—" indica lançamentos que não figuraram nas paradas ou que não foram lançados nessa região. |                   |    |    |            |

## Videoclipes
| Ano  | Título                           | Diretor |
| ---- | -------------------------------- | ------- |
| 2012 | "Twinkle"                        | —       |
| 2014 | "Holler"                         | —       |
| 2015 | "Dear Santa" (versão em coreano) | —       |
| 2015 | "Dear Santa" (versão em inglês)  | —       |